# انتحار جماعي

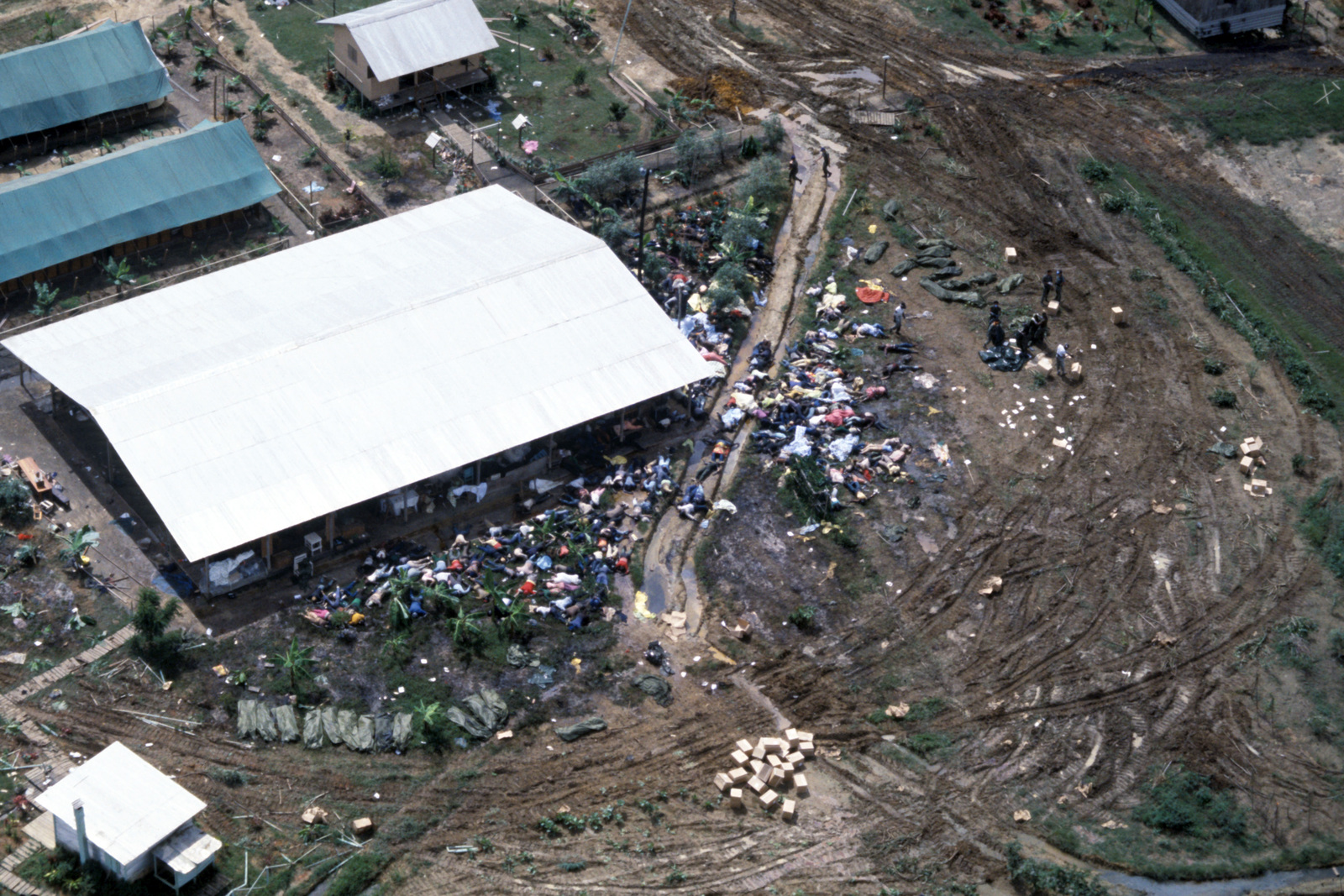
ضحايا كارثة جونز تاون، حيث أُجبر أكثر من 900 شخص على الانتحار الجماعي في 18 نوفمبر 1978 تحت تأثير زعيم الطائفة جيم جونز)

الانتحار الجماعي هو الموت الذي يحدث عندما يرتكب مجموعة من الناس الانتحار في ذات الوقت.

## أمثلة
يحدث الانتحار الجماعي في بعض الأحيان في الأماكن الدينية. إذ قد تلجأ المجموعات المهزومة أو المقهورة إلى الانتحار الجماعي بدلا من أن تقع في الأسر. مواثيق الانتحار هي شكل من أشكال الانتحار الجماعي الذي تخطط له أو تنفذه مجموعات صغيرة من الناس الذين يعانون من الإحباط. أصبحت عمليات الانتحار الجماعية تستخدم كوسيلة من وسائل الاحتجاج السياسي.

## روابط خارجية
- "From Silver Lake to Suicide: One Family's Secret History of the Jonestown Massacre" by Barry Isaacson
- 39 men die in mass suicide near San Diego – CNN, 26 March 1997
- Near-Death Experience Time.com 19 January 1998